# Astragalus cartilagineus
Astragalus cartilagineus es una especie de planta del género Astragalus, de la familia de las leguminosas, orden Fabales.
Fue descrita científicamente por N. F. Gontscharow.